# Omicron Octantis
Omicron Octantis ( Octantis) é uma estrela na direção da constelação de Octans. Possui uma ascensão reta de 00h 12m 33.96s e uma declinação de −88° 21′ 46.3″. Sua magnitude aparente é igual a 7.21. Considerando sua distância de 1790 anos-luz em relação à Terra, sua magnitude absoluta é igual a −1.49. Pertence à classe espectral B9.5IV.